# HD 92436
HD 92436，又名CP-58 2474，SAO 238304、HR 4179，是一颗恒星，视星等为5.92，位于銀經286.5，銀緯-0.24，其B1900.0坐标为赤經10h 35m 10.5s，赤緯-58° -0.24′ 47″。